# IC 3415
IC 3415 је појединачна звијезда у сазвјежђу Береникина коса која се налази на листи објеката дубоког неба у Индекс каталогу.
Деклинација објекта је + 26° 45' 57" а ректасцензија 12h 29m 21,9s.